# أوبري أوتيس هامبتون
أوبري أوتيس هامبتون (بالإنجليزية: Aubrey Otis Hampton)‏‏ (1900 - 1955) إشعاعاتي من الولايات المتحدة. سُميت باسمه علامة طبية وهي خط هامبتون وحدبة همبتون.